# 洪性國
洪性國（：／ Hong Seong-gook，1963年2月24日—），大韓民國自由派政治人物，第21屆國會議員。